# 三峰站
三峰站（韓語：삼봉역）是朝鮮民主主義人民共和國咸镜北道稳城郡三峰劳动者区的一個鐵路車站，属于咸北线。

## 邻近车站
咸北线
间坪站 - 三峰站 - 鍾城站